# 1188년

## 연호
- 남송(南宋) 순희(淳熙) 15년
- 금(金) 대정(大定) 28년
- 일본(日本) 분지(文治) 4년
- 서하(西夏) 건우(乾祐) 19년
- 리 왕조(李朝) 티엔뜨자투이(天資嘉瑞) 3년

## 기년
- 남송(南宋) 효종(孝宗) 26년
- 금(金) 세종(世宗) 28년
- 고려(高麗) 명종(明宗) 18년
- 서하(西夏) 인종(仁宗) 49년
- 리 왕조(李朝) 고종(高宗) 13년

## 사건
- 11월 – 잉글랜드 헨리 2세의 아들인 리처드(훗날 리처드 1세)는 프랑스 국왕 필리프 2세와 동맹을 맺어 아버지 헨리 2세를 배신한다.[1][2][3] 다음해에 리처드는 필리프 2세와 연합하여 아버지 헨리 2세를 상대로 반란을 일으켰고 헨리 2세는 연패하다가 1189년 여름에 시농(Chinon)에서 사망했다.[4]